# Figura (hotel)
Figura – całoroczny hotel górski w paśmie górskim Wysokiego Jesionika (cz. Hrubý Jeseník), w północno-wschodnich Czechach, w Sudetach Wschodnich, w obrębie gminy Malá Morávka. Położony na stoku góry Petrovy kameny, na wysokości 1295 m n.p.m., oddalony o około 1,7 km na południowy wschód od szczytu góry Pradziad (cz. Praděd), blisko drogi (cz. Ovčárenská silnice) na trasie przełęcz Hvězda – Ovčárna.

## Historia hotelu
Historia hotelu górskiego Figura wiąże się ściśle z rozwojem w końcu XIX wieku ruchu turystycznego skupionego wokół centrum najwyższych szczytów Wysokiego Jesionika: Vysoká hole, Petrovy kameny i Pradziad. Początkowo teren hotelu użytkowany był przez pasterzy, a po napływie turystów, zaczęto myśleć o bazach turystycznych, skupionych wokół powstających schronisk turystycznych, przede wszystkim najstarszego schroniska Wysokiego Jesionika Švýcárna, a potem Barborka. W dużej mierze do rozwoju infrastruktury turystycznej przyczyniła się organizacja turystyczna Morawsko-Śląskie Sudeckie Towarzystwo Górskie (niem. Mährisch-Schlesischer Sudetengebirgsverein (MSSGV)) inicjując w dalszej kolejności budowę schroniska Ovčárna. W latach 50. XX wieku schroniska zaczęto rozbudowywać, wraz ze wzrostem liczby napływających turystów. Schronisko Nová Švýcárna zaadaptowano i rozbudowano na hotel górski o nazwie Kurzovní chata oraz schronisko Ovčárna przekształcono w hotel górski. Następnie po budowie w latach 1969–1980 nowej wieży na szczycie Pradziada i początku działania w niej hotelu Praděd z restauracją, doprowadzeniu drogi asfaltowej z przełęczy Hvězda oraz dalszym napływem turystów zaczęto myśleć o kolejnych obiektach. Po 1989 roku i konsekwencjach aksamitnej rewolucji nastąpił rozwój możliwości inwestycji prywatnych w powstałych, w 1993 roku po rozpadzie Czechosłowacji – Czechach. W tej sytuacji prywatny właściciel Josef Figura zaadaptował teren na stoku góry Petrovy kameny, inwestując w nowo powstały hotel górski, nazwany od jego nazwiska: Figura.

## Charakterystyka
Hotel górski Figura to nowoczesny obiekt (***), położony w najatrakcyjniejszej lokalizacji pasma górskiego Wysoki Jesionik, w pobliżu najwyższych jego szczytów, z widokiem na wysmukłą, kosmiczną wieżę telewizyjną Praděd oraz dostępem do wszystkich form wypoczynku i turystyki górskiej. Ma prostą bryłę w formie rozbudowanego prostopadłościanu o przybliżonych wymiarach poziomych (49 × 16) m przykrytego dwuspadowym dachem naczółkowym pokrytym blachą oraz murowanymi z bloczków kamiennych ścianami. Przy ścianie zachodniej budynku znajduje się wejście główne w formie przedsionka. Budynek posiada cztery nadziemne kondygnacje: parter i pierwsze piętro zlokalizowane w przestrzeni ścian budynku oraz drugie i trzecie piętro zlokalizowane w przestrzeni mocno ściętego zadaszenia. W zadaszeniu ponadto umieszczono osiem trójkątnych dymników zabudowanych oknami na obu głównych płaszczyznach dachu. Bryła budynku została dostosowana do architektury górskiej oraz wkomponowana w taras ziemny na stoku góry Petrovy kameny, na którym umieszczono drogi dojazdowe i parking hotelu. Budynek położony jest w odległości około 610 m na południowy zachód od szczytu góry Petrovy kameny. Można dodać, że hotel jest członkiem i posiada certyfikat Morawsko-Śląskiej Organizacji Ruchu Turystycznego (cz. KLACR) oraz jest najmniejszym hotelem w najbliższej okolicy góry Pradziad.
Do hotelu prowadzi asfaltowa droga dojazdowa o długości około 100 m z głównej drogi o nazwie Ovčárenská silnice na trasie przełęcz Hvězda – Pradziad. Przy hotelu zlokalizowano niewielki parking oraz dodatkowy parking przy drodze głównej Ovčárenská silnice, położony około 10 m poniżej parkingu głównego, z dojściem schodami umieszczonymi na skarpie przy hotelu.
Z uwagi na ograniczoną liczbę miejsc, obowiązuje system rezerwacji na podstawie podanego przez zarząd hotelu specjalnego regulaminu. Ponadto poza sezonem hotel oferuje rabaty oraz system odpowiednich zniżek. W hotelu istnieje możliwość wypożyczenia (za dodatkową opłatą) sprzętu sportowego i turystycznego. Hotel może obsłużyć pobyty zbiorowe firm, wycieczki szkolne, zjazdy oraz pobyty świąteczne i sylwestrowe. Hotel akceptuje turystów ze zwierzętami domowymi (szczególnie z psami) oraz posiadane karty płatnicze. Dzieciom do lat 3 oferuje się pobyt bezpłatny. W hotelu nie ma stacji Pogotowia Górskiego (najbliższa znajduje się w Ovčárni, około 370 m od hotelu przy drodze Ovčárenská silnice). Hotel znajduje się w enklawie obszaru narodowego rezerwatu przyrody Praděd, powstałego w 1991 roku o powierzchni około 2031 ha, będącego częścią wydzielonego obszaru objętego ochroną o nazwie Obszar Chronionego Krajobrazu Jesioniki (cz. Chráněná krajinná oblast (CHKO) Jeseníky), jest zatem punktem wypadowym dla miłośników przyrody i górskiej turystyki pieszej.

## Wyposażenie
- 45 miejsc noclegowych w 15 pokojach[12]: 2-, 3-, 4-, 5- i 6-osobowych (w pokoju: telewizor z dostępem do programów satelitarnych, telefon, toaleta i prysznic)[2][9][13]
- sauna fińska, masaż
- siłownia
- solarium
- restauracja na 70 miejsc (otwarta w godzinach 8:00–22:00), bufet[14]
- wypożyczalnia sprzętu sportowego, tenis stołowy, wypożyczalnia rowerów i nart[8]
- szkółka narciarska
- internet

## Turystyka
Zainteresowani pobytem w hotelu powinni się kierować drogami w kierunku:
- Jesionik (cz. Jeseník) – Karlova Studánka – przełęcz Hvězda lub
- Głubczyce – Bruntál – Karlova Studánka – przełęcz Hvězda

Droga z przełęczy Hvězda to jedyne połączenie drogowe z hotelem. Możliwość parkingu w trzech miejscach: przed hotelem, w Ovčárni i na przełęczy Hvězda. Połączenie autobusowe blisko hotelu na trasie Hvězda – Ovčárna.
Kluczowym punktem turystycznym jest skrzyżowanie turystyczne położone w odległości około 170 m na północny zachód od hotelu, o nazwie (cz. Ovčárna (chata, bus)) z podaną na tablicy informacyjnej wysokością 1302 m, od którego rozchodzą się szlaki turystyczne, szlak rowerowy i ścieżki dydaktyczne

### Szlaki turystyczne
Bezpośrednio do hotelu nie prowadzi żaden szlak turystyczny. Klub Czeskich Turystów (cz. Klub Českých Turistů) wytyczył blisko hotelu cztery szlaki turystyczne na trasach:
 Červenohorské sedlo – góra Velký Klínovec – przełęcz Hřebenová – szczyt Výrovka – przełęcz Sedlo pod Malým Jezerníkem – szczyt Malý Jezerník – góra Velký Jezerník – przełęcz Sedlo Velký Jezerník – schronisko Švýcárna – góra Pradziad – przełęcz U Barborky – góra Petrovy kameny – Ovčárna – przełęcz Sedlo u Petrových kamenů – góra Vysoká hole – szczyt Vysoká hole–JZ – szczyt Kamzičník – góra Velký Máj – przełęcz Sedlo nad Malým kotlem – góra Jelení hřbet – Jelení studánka – przełęcz Sedlo pod Jelení studánkou – góra Jelenka – góra Ostružná – Rýmařov
 Karlova Studánka – dolina potoku Biała Opawa – góra Ostrý vrch – schronisko Barborka – przełęcz U Barborky – góra Petrovy kameny – Ovčárna – góra Vysoká hole – Velká kotlina – Malá Morávka
 Kouty nad Desnou – góra Hřbety – góra Nad Petrovkou – Kamzík – góra Velký Jezerník – przełęcz Sedlo Velký Jezerník – schronisko Švýcárna – góra Pradziad – góra Petrovy kameny – Ovčárna – Karlova Studánka
 Karlova Studánka – dolina potoku Biała Opawa – góra Ostrý vrch – wodospady Białej Opawy – góra Petrovy kameny – Ovčárna – góra Vysoká hole – góra Temná – góra Kopřivná – Karlov pod Pradědem – Malá Morávka

### Ścieżki dydaktyczne
W celu ochrony unikalnego ekosystemu Obszaru Chronionego Krajobrazu Jesioniki wyznaczono w okolicy hotelu trzy ścieżki dydaktyczne na trasach:
 (cz. Naučná stezka Velká kotlina) Karlov pod Pradědem – Ovčárna (z 7 stanowiskami obserwacyjnymi na trasie)
 (cz. Naučná stezka Po hřebenech – světem horských luk) Ovčárna – Skřítek (z 12 stanowiskami obserwacyjnymi na trasie)
 (cz. NS Se skřítkem okolím Pradědu) góra Malý Děd – schronisko Švýcárna – szczyt Pradziad – góra Petrovy kameny (z 8 stanowiskami obserwacyjnymi)

### Szlaki rowerowe
Drogą Ovčárenská silnice, położoną blisko hotelu przechodzi jedyny szlak rowerowy na trasie:
 Červenohorské sedlo – góra Velký Klínovec – góra Výrovka – Kamzík – góra Velký Jezerník – przełęcz Sedlo Velký Jezerník – schronisko Švýcárna – góra Pradziad – przełęcz U Barborky – góra Petrovy kameny – Ovčárna – przełęcz Hvězda
 podjazd Przełęcz Hvězda – Pradziad: (długość: 9,1 km, różnica wysokości: 632 m, średnie nachylenie podjazdu: 6,9%)

### Trasy narciarskie
W okresach ośnieżenia, w okolicy hotelu istnieje możliwość korzystania z tras narciarskich zarówno zjazdowych, jak i biegowych. Hotel jest centralnym punktem dla miłośników narciarstwa zjazdowego, bowiem przy nim zlokalizowano główne trasy ośrodka narciarskiego o nazwie (cz. Sport centrum Figura Praděd – Ovčárna). Na stokach pobliskich gór znajdują się następujące trasy narciarstwa zjazdowego:
| Trasy narciarstwa zjazdowego z wyciągami ośrodka narciarskiego Sport centrum Figura Praděd – Ovčárna |                    |                 |                     |                |                   |                |
| Lp.                                                                                                  | Trasa i oznaczenie | Długość trasy m | Różnica wysokości m | Rodzaj wyciągu | Długość wyciągu m | Stok góry      |
| 1 | 1                  | 760             | 143                 | orczykowy      | 540               | Vysoká hole    |
| 2 | 2                  | 610             | 143                 | orczykowy      | 540               | Vysoká hole    |
| 3 | 3                  | 600             | 125                 | orczykowy      | 590               | Vysoká hole    |
| 4 | 4                  | 600             | 125                 | orczykowy      | 590               | Vysoká hole    |
| 5 | 5                  | 280             | 85                  | orczykowy      | 260               | Petrovy kameny |
| 6 | 6                  | 780             | 173                 | orczykowy      | 650               | Petrovy kameny |
| 7 | Malý Václavák 8    | 150             | 26                  | orczykowy      | 130               | Petrovy kameny |
| 8 | Velký Václavák 7   | 500             | 95                  | orczykowy      | 470               | Pradziad       |

W pobliżu hotelu wytyczono również narciarską trasę biegową o nazwie tzw. (cz. Jesenická magistrála).